# Heliconia willisiana
Heliconia willisiana är en enhjärtbladig växtart som beskrevs av Abalo och G.Morales. Heliconia willisiana ingår i släktet Heliconia och familjen Heliconiaceae. Inga underarter finns listade.